# 제이 일렉트로니카
티모시 엘파다로 트레드퍼드(Elpadaro F. Electronica Allah, 1976년 9월 19일 ~ )는 흔히 제이 일렉트로니카 (Jay Electronica)로 잘 알려진 뉴올리언스 출신의 래퍼, 음악 프로듀서이다. 그는 2007년 자신의 믹스테잎인 Act I: Eternal Sunshine (The Pledge)를 마이스페이스를 통해 발표하면서 처음 이름을 알렸고, 2009년에는 프로듀서인 저스트 블레이즈와 같이 작업한 "Exhibit A"와 "Exhibit C"를 발표한다.
2010년 11월, 그는 제이지의 레이블인 락 네이션과 계약한다.